# When I Come Around
When I Come Around – singel z płyty Dookie amerykańskiego zespołu punkrockowego Green Day. Jest to dziesiąta piosenka z tego albumu. Frontman Billie Joe Armstrong napisał ten utwór po kłótni ze swoją obecną żoną Adrienne, potrzebował wtedy czasu spędzonego w samotności.

## Teledysk
Reżyserem teledysku był Mark Kohr.

Teledysk pokazuje zespół spacerujący w różnych miejscach, takich jak Mission District, Powell St. Station w San Francisco oraz w Berkeley w stanie Kalifornia nocą. Pomiędzy nimi, pokazane są sceny, w których ludzie robią rzeczy wzajemnie powiązane. Jedna z pierwszych scen teledysku ostatecznie prowadzi nas do sceny końcowej. Przyjaciel zespołu, gitarzysta Jason White pokazany jest w klipie ze swoją dziewczyną.

## Pozycje na listach
| Notowanie (1995)                                      | Najwyższa pozycja |
| ----------------------------------------------------- | ----------------- |
| Kanada – RPM Singles Chart                            | 3                 |
| Niemcy – German Singles Chart                         | 45                |
| Szwecja – Sweden Singles Chart                        | 28                |
| Stany Zjednoczone – U.S. Billboard Hot 100 Airplay    | 6                 |
| Stany Zjednoczone – U.S. Billboard Top 40 Mainstream  | 2                 |
| Stany Zjednoczone – U.S. Billboard Modern Rock Tracks | 1                 |
| Wielka Brytania – UK Singles Chart                    | 27                |

## Spis utworów

### Standardowy Single
1. „When I Come Around” – 2:58
2. „Coming Clean” (live) – 1:36*
3. „She” (live) – 2:14*

- (Utwory nagrane 18, Listopada, 1994, na koncercie w Aragon Ballroom, Chicago)

### Australijski Single
1. „When I Come Around” – 2:58
2. „Longview” (live) – 3:30*
3. „Burnout” (live) – 2:11*
4. „2,000 Light Years Away” (live) – 2:48*

- (Utwory nagrane 11, Marca, 1994, na koncercie w Jannus Landing, St. Petersburg, Floryda)